# (37154) 2000 VZ58
2000 VZ58 (asteroide 37154) é um asteroide da cintura principal. Possui uma excentricidade de 0.11996960 e uma inclinação de 13.91748º.
Este asteroide foi descoberto no dia 8 de novembro de 2000 por William Kwong Yu Yeung em Desert Beaver.